# Oblast de Nijni Novgorod
Pour les articles homonymes, voir Novgorod (homonymie).
Ne doit pas être confondu avec l'oblast de Novgorod.
L'oblast de Nijni Novgorod (en russe : Нижегоро́дская о́бласть, Nijegorodskaïa oblast) est une subdivision administrative de la fédération de Russie. Sa capitale administrative est la ville de Nijni Novgorod, qui est la quatrième ville de Russie par sa population.
L'oblast joue un important rôle comme lieu de transit entre Moscou et les républiques de la Volga ainsi que la Sibérie. La voie de communication la plus importante est le Transsibérien.

## Géographie
L'oblast de Nijni Novgorod couvre une superficie de 76 624 km2. Elle est limitée par l'oblast de Kostroma au nord, l'oblast de Kirov au nord-est, la république des Maris et la république de Tchouvachie à l'est, la république de Mordovie au sud, l'oblast de Riazan  au sud-ouest, l'oblast de Vladimir à l'ouest et l'oblast d'Ivanovo au nord-ouest.
L'oblast est arrosée par le fleuve Volga qui joue un rôle significatif en tant que voie de communication. L'autre grand cours d'eau est l'Oka.

## Histoire
L'oblast de Nijni Novgorod a été créé le 14 janvier 1929 comme subdivision de la RSFSR succédant au gouvernement de Nijni Novgorod. Le 15 juillet de la même année, l'oblast a été rebaptisé kraï de Nijni Novgorod et le 7 octobre 1932, il a été rebaptisé kraï de Gorki.
Le 5 décembre 1936, la région a été réorganisée en oblast de Gorki (amputée des républiques socialistes soviétiques autonomes des Maris et de Tchouvachie).
De 1954 à 1957, l'oblast d'Arzamas est détaché de l'oblast de Gorki puis réintégré.
Le 22 octobre 1990, par décret du Présidium du Soviet suprême de la RSFSR, la région reprend son nom initial d'oblast de Nijni Novgorod.

## Population et société

### Démographie
| 1925      | 1939      | 1959      | 1970      | 1979      | 1989      |
| --------- | --------- | --------- | --------- | --------- | --------- |
| 2 743 344 | 3 869 887 | 3 590 813 | 3 682 484 | 3 711 617 | 3 719 614 |

| 2002      | 2010      | 2016      | 2019      | 2021      | - |
| --------- | --------- | --------- | --------- | --------- | - |
| 3 524 028 | 3 310 597 | 3 260 267 | 3 214 657 | 3 119 115 | - |

| Année | Fécondité | Fécondité urbaine | Fécondité rurale |
| ----- | --------- | ----------------- | ---------------- |
| 1990  | 1,69      | 1,59              | 2,20             |
| 1991  | 1,50      | 1,39              | 2,03             |
| 1992  | 1,38      | 1,27              | 1,90             |
| 1993  | 1,22      | 1,13              | 1,63             |
| 1994  | 1,28      | 1,20              | 1,65             |
| 1995  | 1,23      | 1,15              | 1,57             |
| 1996  | 1,17      | 1,12              | 1,44             |
| 1997  | 1,14      | 1,09              | 1,39             |
| 1998  | 1,16      | 1,11              | 1,40             |
| 1999  | 1,10      | 1,04              | 1,34             |
| 2000  | 1,12      | 1,07              | 1,35             |
| 2001  | 1,13      | 1,08              | 1,38             |
| 2002  | 1,14      | 1,11              | 1,33             |
| 2003  | 1,25      | 1,19              | 1,51             |
| 2004  | 1,24      | 1,20              | 1,47             |
| 2005  | 1,20      | 1,16              | 1,41             |
| 2006  | 1,21      | 1,17              | 1,42             |
| 2007  | 1,30      | 1,23              | 1,57             |
| 2008  | 1,38      | 1,31              | 1,68             |
| 2009  | 1,41      | 1,35              | 1,69             |
| 2010  | 1,42      | 1,36              | 1,66             |
| 2011  | 1,44      | 1,37              | 1,76             |
| 2012  | 1,55      | 1,47              | 1,91             |
| 2013  | 1,56      | 1,48              | 1,94             |
| 2014  | 1,59      | 1,52              | 1,96             |
| 2015  | 1,67      | 1,67              | 1,67             |
| 2016  | 1,65      | 1,65              | 1,63             |
| 2017  | 1,50      | 1,50              | 1,50             |
| 2018  | 1,46      | 1,45              | 1,49             |
| 2019  | 1,35      | 1,35              | 1,35             |

### Quelques chiffres
En 2002, il y avait :
- - Citadins : 2 754 997
  - Ruraux : 769 031
  - Hommes : 1 600 609 (45,4 %)
  - Femmes : 1 923 419 (54,6 %)
- Femmes pour 1000 hommes : 1 202
- Age moyen : 39,8
  - Citadins : 39,1
  - Ruraux : 43,3
  - Hommes : 36,1
  - Femmes : 42,7
- Nombre de ménages : 1 362 027 (3 465 935  personnes)
  - Citadins : 1 051 602 (2 720 077 personnes)
  - Ruraux : 310 425 (745 858 personnes)

### Nationalités
Selon le recensement de 2002, les Russes représentent 95 % de la population. Les autres nationalités sont les Tatars (50 609 habitants et 1,4 %), les Mordves (25 022 soit 0,7 %), les Ukrainiens (24 241 soit 0,74 %), et les autres nationalités comptant pour moins de 0,5 %.

### Religion
La majorité des habitants appartient à l'Église orthodoxe russe. Celle-ci a partagé l'oblast en quatre éparchies suffragantes du siège métropolitain de Nijni Novgorod. Il s'agit de l'éparchie de Nijni Novgorod, de l'éparchie de Vyksa, de l'éparchie de Gorodets et de l'éparchie de Lyskovo.

## Politique et administration

### Pouvoir exécutif
Le gouverneur de l'oblast est Gleb Nikitine, nommé par le président Vladimir Poutine le 26 septembre 2017 à titre intérimaire puis élu le 9 septembre 2018.

### Découpage
L'oblast est divisé en raïons, qui sont les :
- Raïon d'Ardatov
- Raïon d'Arzamas
- Raïon de Balakhna
- Raïon de Bogorodsk
- Raïon de Bolchoïe Boldino
- Raïon de Bolchoïe Mourachkino
- Raïon de Boutourlino
- Raïon de Charanga
- Raïon de Chatki
- Raïon de Dalneïe Konstantinovo
- Raïon de Diveïevo
- Raïon de Gaguino
- Raïon de Gorodets
- Raïon de Kniaguinino
- Raïon de Kovernino
- Raïon de Krasnye Baki
- Raïon de Krasnyi Oktiabr
- Raïon de Kstovo
- Raïon de Loukoïanov
- Raïon de Lyskovo
- Raïon d'Ouren
- Raïon de Pavlovo
- Raïon de Perevoz
- Raïon de Pilna
- Raïon de Potchinki
- Raïon de Sergatch
- Raïon de Setchenovo
- Raïon de Sokolskoïe
- Raïon de Sosnovskoïe
- Raïon de Spasskoïe
- Raïon de Tonkino
- Raïon de Tonchaïevo
- Raïon de Vad
- Raïon de Varnavino
- Raïon de Vatcha
- Raïon de Vetlouga
- Raïon de Volodarsk
- Raïon de Vorotynets
- Raïon de Voskressenskoïe (oblast de Nijni Novgorod)
- Raïon de Voznessenskoïe

## Économie

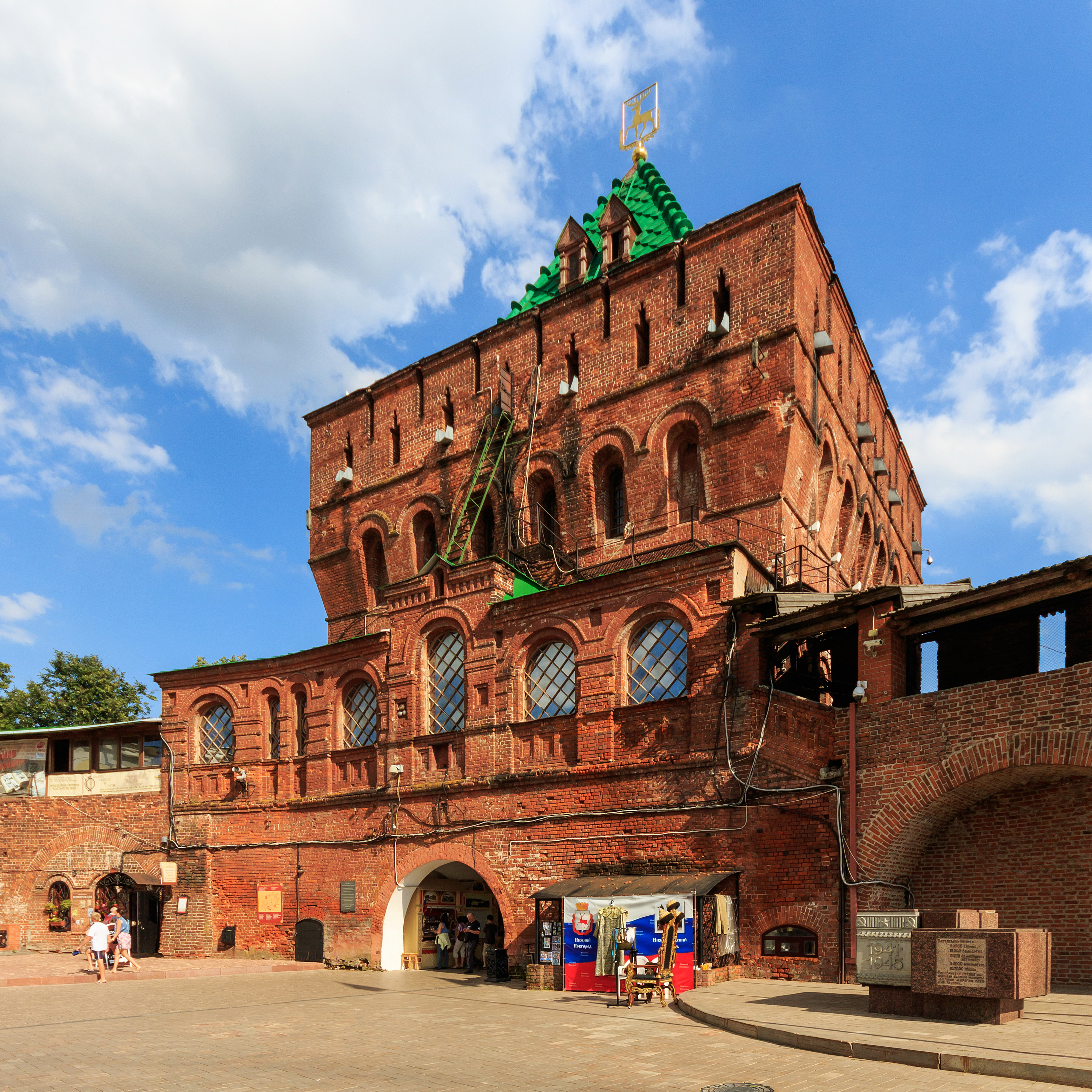
Tour du kremlin de Nijni Novgorod

La région de Nijni Novgorod étant pauvre en ressources naturelles, le développement économique s'est porté sur l'industrie de transformation, la recherche et les transports qui produisent 80 % du PIB régional.
La région comporte 722 sociétés industrielles, la majorité d'entre elles étant engagées dans les secteurs suivants :
- construction mécanique et bureaux d'étude ;
- chimie et pétrochimie ;
- industrie pétrolière et énergie ;
- métallurgie des métaux ferreux et non ferreux ;
- matériaux de construction ;
- verre ;
- bois et papier ;
- textile ;
- alimentation ;
- pharmacie et produits médicaux ;
- édition et impression.

En plus de ces secteurs clés, l'activité économique de la région comprend l'agriculture, le commerce, les services, les télécommunications et le transport. La région accueille la base aérienne de Savasleyka.
Selon une estimation provisoire réalisée en 2002, la valeur des biens produits dans la région de Nijni Novgorod se monte à 5,6 milliards $ dont 4,5 milliards proviennent de l'industrie et des transports. Le chiffre d'affaires des entreprises de la région avait une croissance de 6,6 %, supérieure à la moyenne nationale. En 2002 les branches suivantes ont enregistré une forte progression de leur activité : la construction mécanique (+13,6 %), l'industrie pétrolière (+49 %), la métallurgie (+8,9 %), la production de bois et papier (+2,4 %), l'impression et l'édition (+6,2 %). Les investissements étrangers dans la région se sont montés à 84,5 millions de dollars investis à 95 % dans l'industrie. En 2003, le gouvernement régional prévoyait une croissance du chiffre d'affaires des entreprises industrielles de 3,8 %.

## Sites remarquables

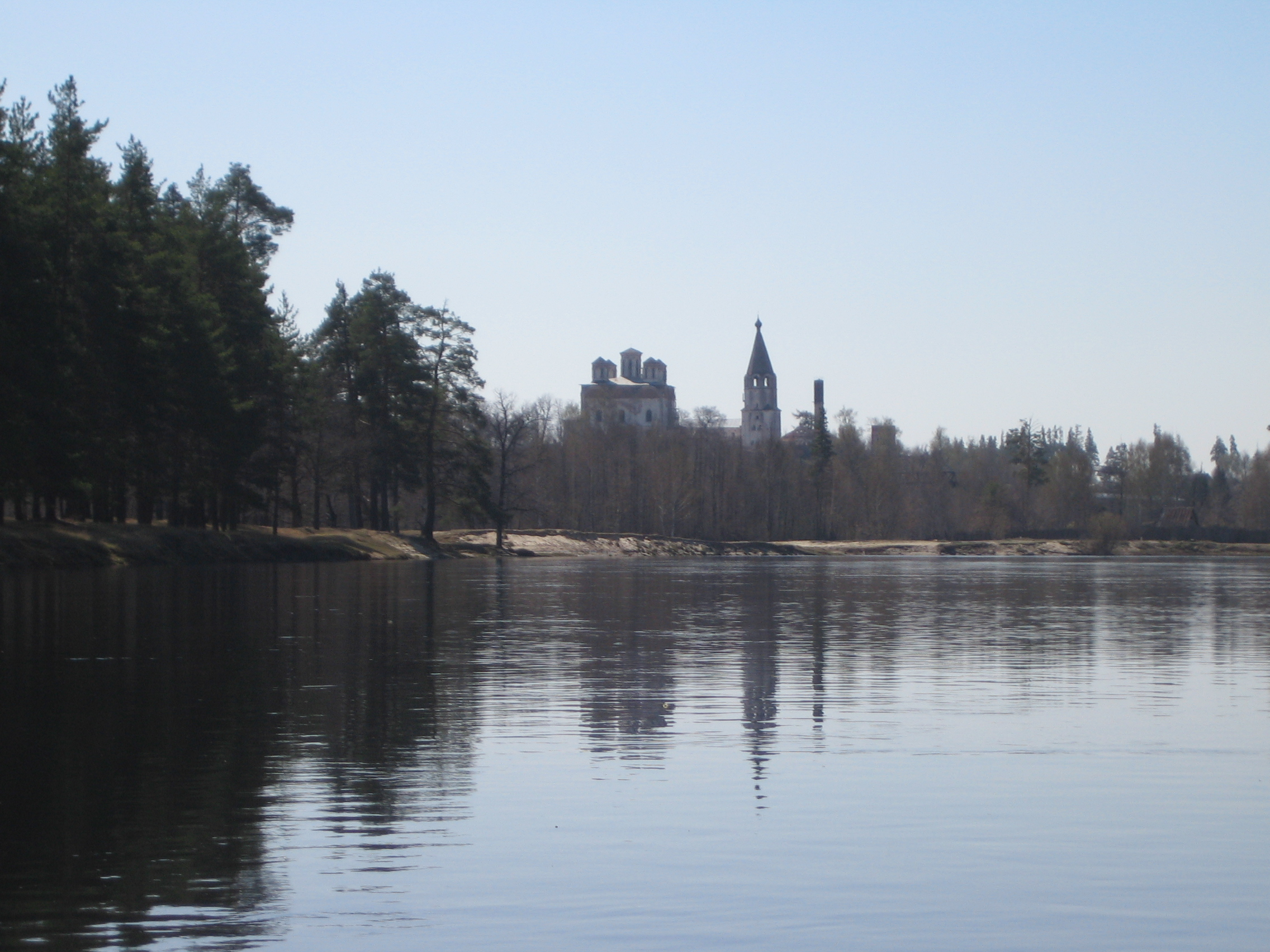
Monastère de Florichtchi.

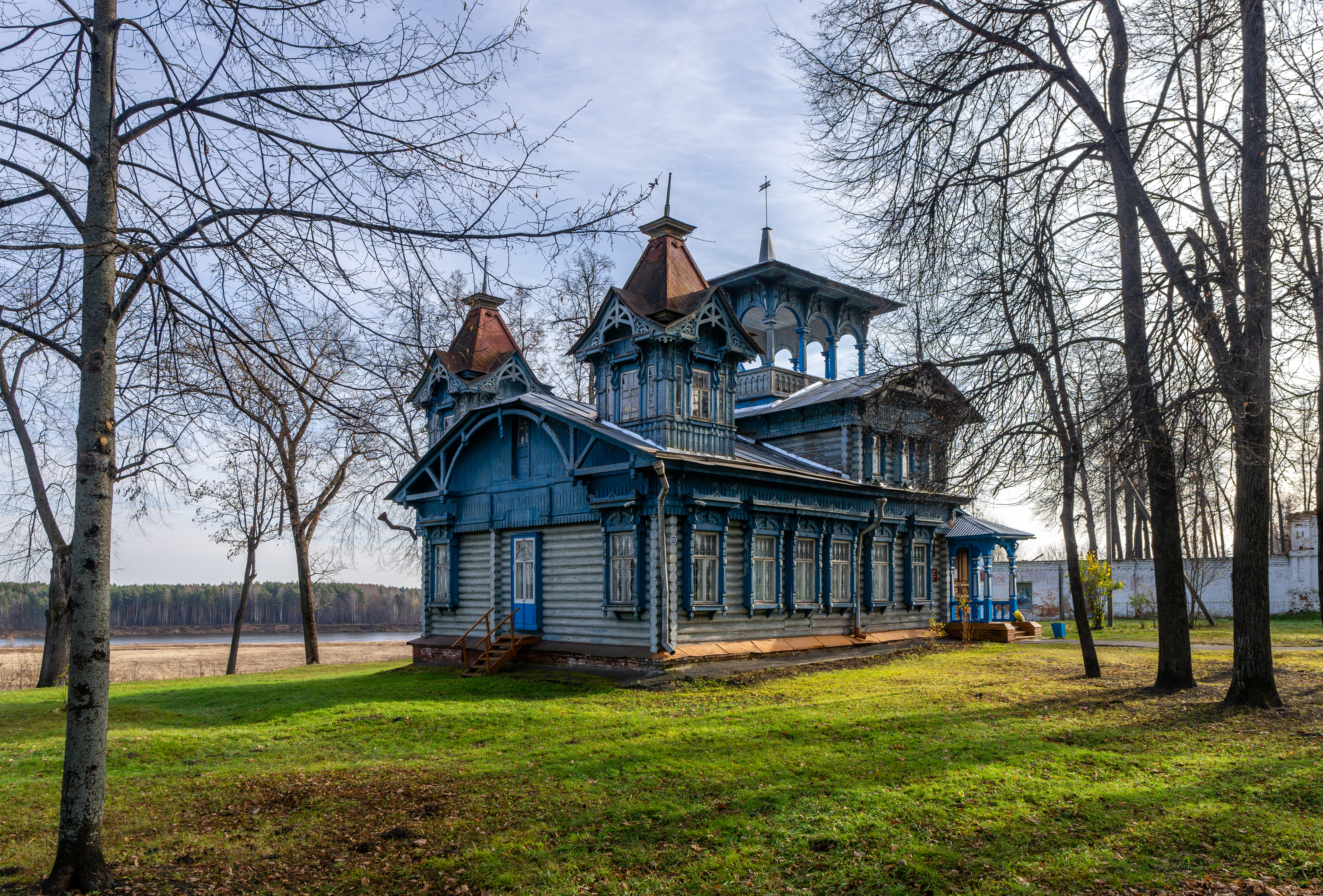
La maison de Sergueï Nikanorovitch Beliaïev, une bâtisse début XXe, décorée de motifs traditionnels, à Voskressenskoïe, dans l'oblast de Nijni Novgorod. Octobre 2020.

Près de la ville de Sarov se trouve le monastère le plus grand et l'un des plus vénérés de Russie. Le monastère Makarev (Saint-Macaire) était le lieu de la plus grande foire de l'Europe de l'Est. Les autres villes historiques sont Gorodets et Balakhna, situées sur la Volga au nord de Nijni Novgorod.
Haute de 128 m, la tour Choukhov sur l'Oka est le seul pylône hyperboloïde encore existant au monde. Elle est située sur la rive gauche de l'Oka près de Dzerjinsk, à l'ouest de Nijni Novgorod.

## Principales villes

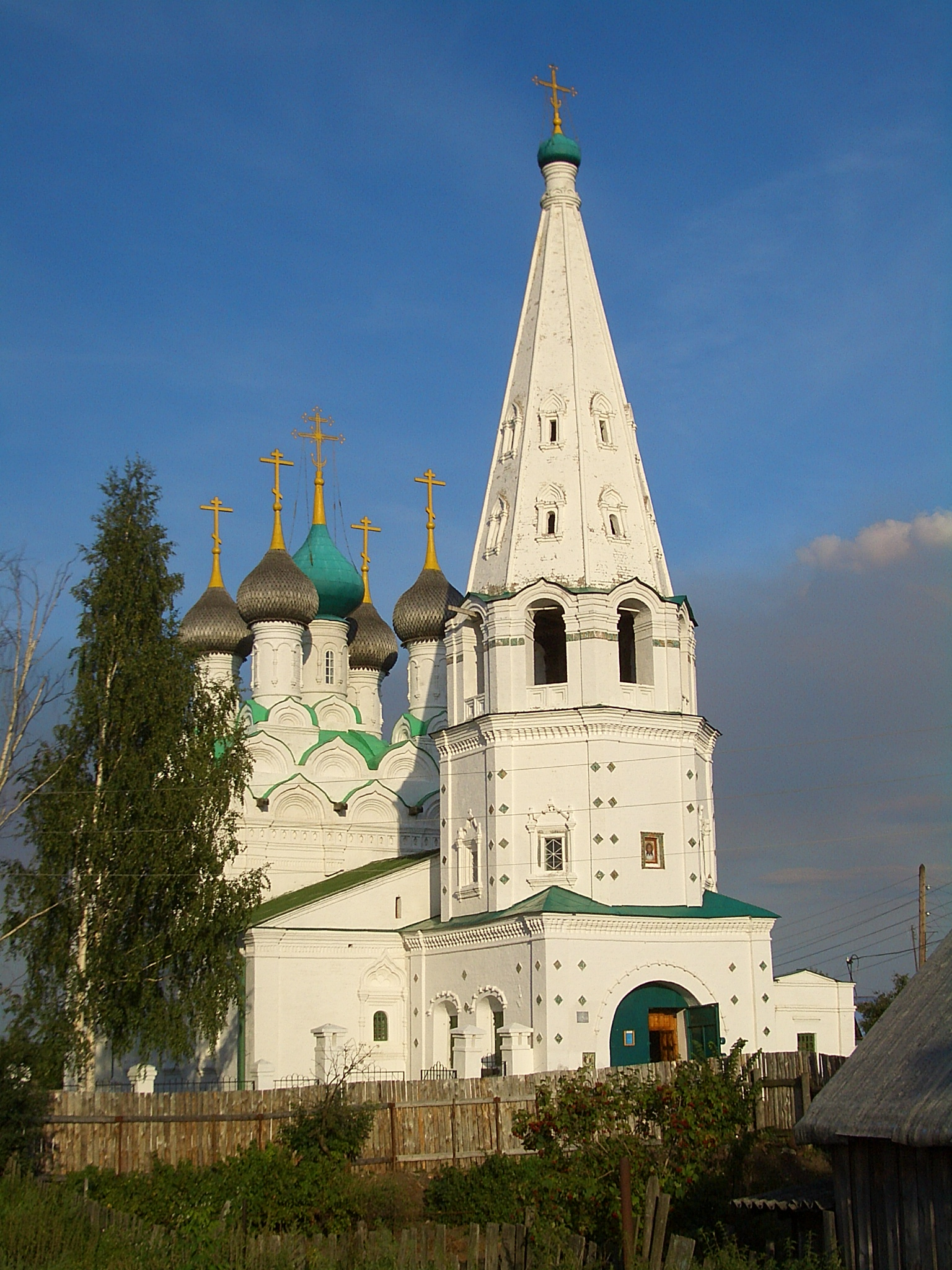
L'église du Christ-Sauveur à Balakhna

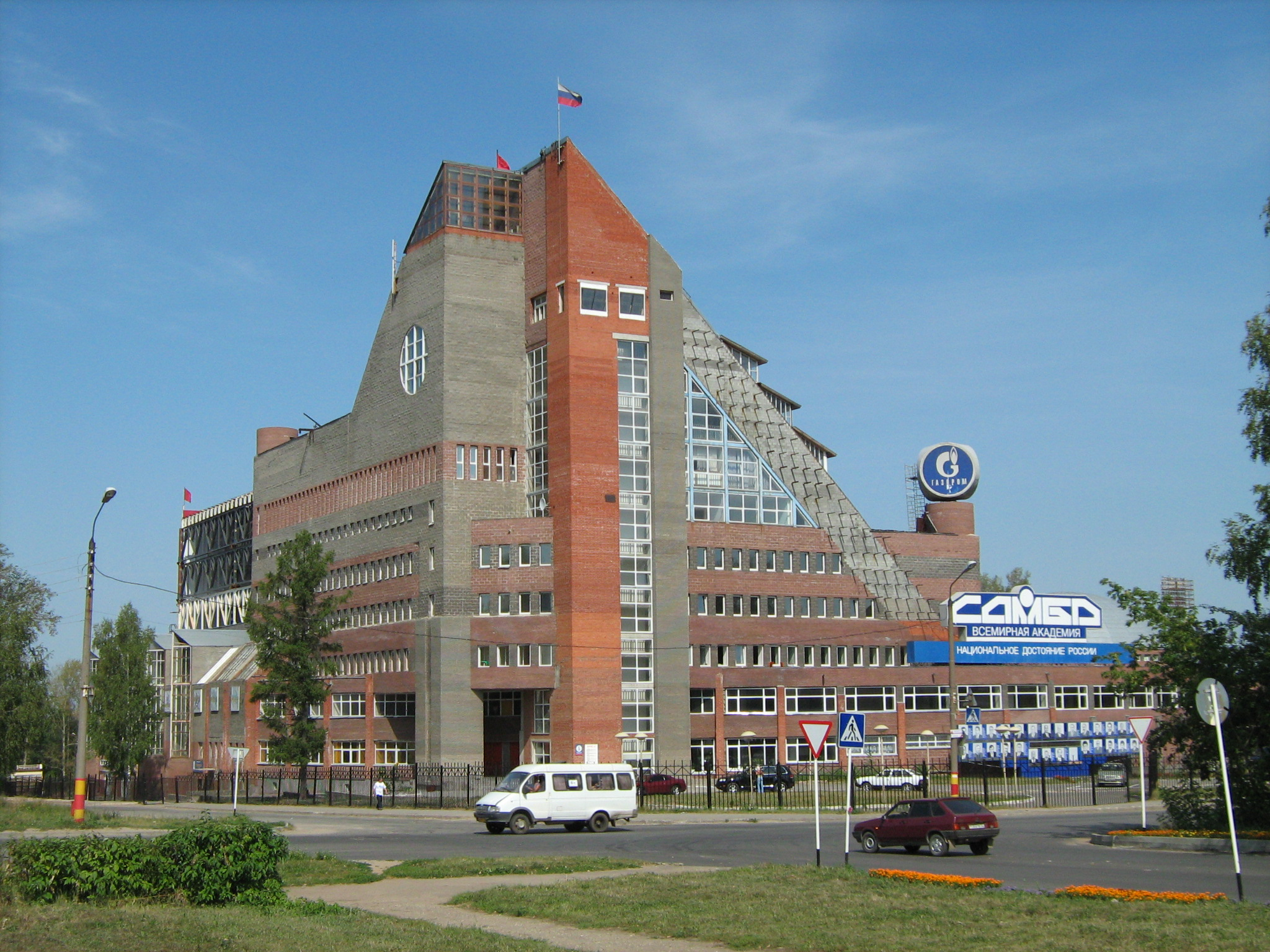
L'Académie du Sambo à Kstovo

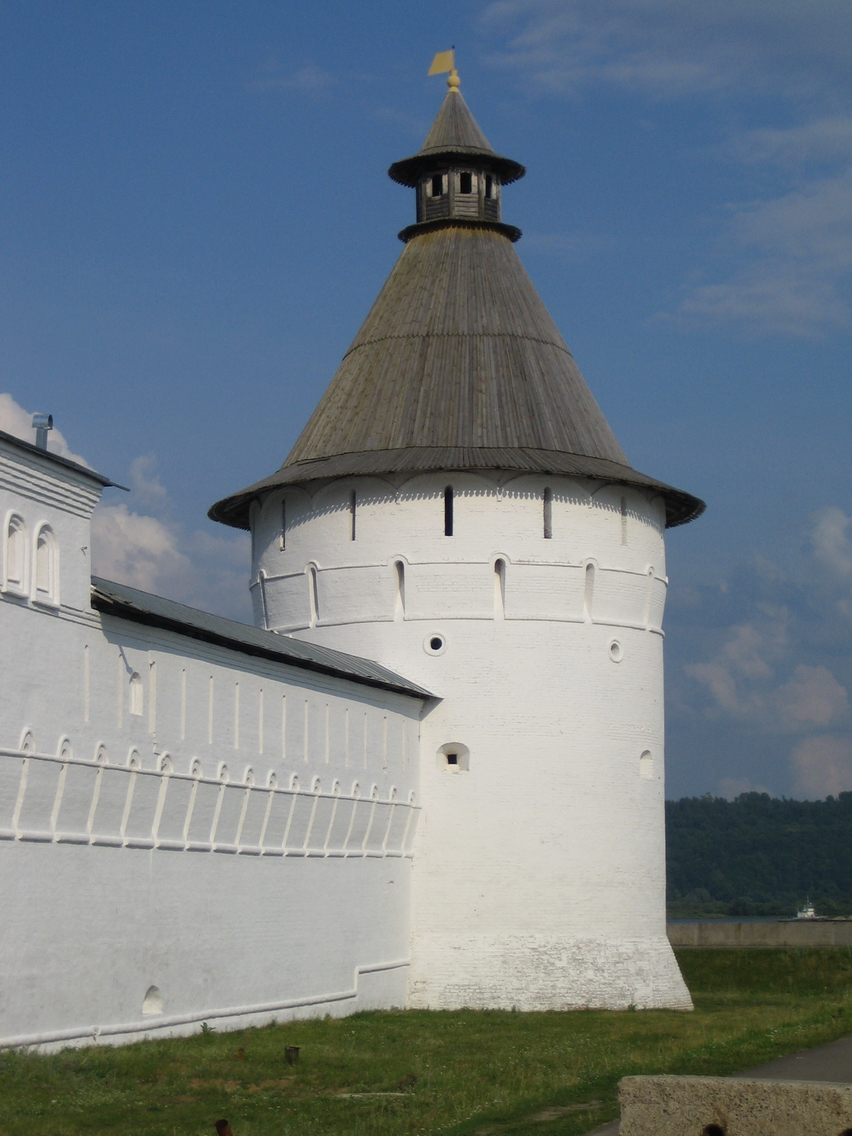
Une tour du monastère de la Trinité-Saint-Macaire, raïon de Lyskovo

| Ville          | Nom russe       | Habitants (1.1.2005) |
| -------------- | --------------- | -------------------- |
| Nijni Novgorod | Нижний Новгород | 1 289 477            |
| Dzerjinsk      | Дзержинск       | 255 714              |
| Arzamas        | Арзамас         | 107 585              |
| Sarov          | Саров           | 87 984               |
| Bor            | Бор             | 78 538               |
| Kstovo         | Кстово          | 66 106               |
| Pavlovo        | Павлово         | 63 184               |
| Vyksa          | Выкса           | 59 577               |
| Balakhna       | Балахна         | 55 729               |
| Zavoljie       | Заволжье        | 42 905               |
| Koulebaki      | Кулебаки        | 38 085               |
| Bogorodsk      | Богородск       | 36 769               |
| Gorodets       | Городец         | 31 931               |
| Semionov       | Семёнов         | 24 999               |
| Lyskovo        | Лысково         | 23 409               |
| Sergatch       | Сергач          | 22 427               |
| Chakhounia     | Шахунья         | 21 609               |
| Navachino      | Навашино        | 17 369               |
| Pervomaïsk     | Первомайск      | 14 903               |
| Tchkalovsk     | Чкаловск        | 13 435               |
| Loukoïanov     | Лукоянов        | 12 695               |
| Vorsma         | Ворсма          | 12 205               |
| Ouren          | Урень           | 12 170               |
| Volodarsk      | Володарск       | 10 640               |